# Acrostatheusis atomaria
Acrostatheusis atomaria är en fjärilsart som beskrevs av W. Warren 1901. Acrostatheusis atomaria ingår i släktet Acrostatheusis och familjen mätare. Inga underarter finns listade i Catalogue of Life.